# Cành cạch nhỏ
Cành cạch nhỏ, tên khoa học Iole propinqua, là một loài chim trong họ Pycnonotidae.

## Phân loài
Có 5 phân loài được ghi nhận:
- I. p. aquilonis - (Deignan, 1948): Found in southern China and north-eastern Vietnam
- I. p. propinqua - (Oustalet, 1903): Found from eastern Myanmar to southern China, northern Thailand and northern Indochina
- I. p. simulator - (Deignan, 1948): Found in south-eastern Thailand and southern Indochina
- I. p. innectens - (Deignan, 1948): Found in extreme southern Vietnam
- I. p. myitkyinensis - (Deignan, 1948): Found in north-eastern and eastern Myanmar